# Football Club Baník Ostrava 2006-2007
Questa voce raccoglie le informazioni riguardanti il Football Club Baník Ostrava nelle competizioni ufficiali della stagione 2006-2007.

## Rosa
| N. |                       | Ruolo | Calciatore         |
| -- | --------------------- | ----- | ------------------ |
| 1  | Rep. Ceca (bandiera)  | P     | Antonín Buček      |
| 3  | Rep. Ceca (bandiera)  | C     | Josef Hoffmann     |
| 5  | Slovacchia (bandiera) | D     | Maroš Klimpl       |
| 6  | Rep. Ceca (bandiera)  | D     | David Bystroň      |
| 8  | Rep. Ceca (bandiera)  | C     | Pavel Besta        |
| 9  | Rep. Ceca (bandiera)  | C     | Martin Lukeš       |
| 11 | Rep. Ceca (bandiera)  | C     | František Rajtoral |
| 13 | Rep. Ceca (bandiera)  | C     | Zdenek Stanek      |
| 14 | Rep. Ceca (bandiera)  | A     | Adam Varadi        |
| 15 | Rep. Ceca (bandiera)  | D     | Petr Čoupek        |
| 16 | Rep. Ceca (bandiera)  | P     | Radek Petr         |
| 17 | Rep. Ceca (bandiera)  | A     | David Střihavka    |

| N. |                       | Ruolo | Calciatore        |
| -- | --------------------- | ----- | ----------------- |
| 18 | Rep. Ceca (bandiera)  | D     | Tomáš Marek       |
| 19 | Rep. Ceca (bandiera)  | D     | Petr Pavlík       |
| 20 | Rep. Ceca (bandiera)  | C     | Petr Tomašák      |
| 23 | Rep. Ceca (bandiera)  | D     | Aleš Neuwirth     |
| 24 | Rep. Ceca (bandiera)  | C     | František Metelka |
| 25 | Rep. Ceca (bandiera)  | C     | Tomáš Mičola      |
| 26 | Rep. Ceca (bandiera)  | A     | Libor Žůrek       |
| 27 | Slovacchia (bandiera) | A     | Róbert Zeher      |
| 28 | Rep. Ceca (bandiera)  | A     | Vladimír Mišinský |
| 29 | Rep. Ceca (bandiera)  | C     | Lukáš Magera      |
| -  | Rep. Ceca (bandiera)  | C     | Josef Hoffmann    |
| -  | Rep. Ceca (bandiera)  | C     | Petr Zapalač      |